# Strupsång
Strupsång (på mongoliska chöömij) är en sångteknik. Den praktiseras idag främst av tuviner, mongoler och tibetanska munkar, men strupsångstraditioner finns spridda över hela världen, bland annat hos inuiter, ainu och xhosa. 
Det mest utmärkande för sådana vokalövningar är att associeras med någon typ av "guttural" röst, som står i kontrast till de vanligaste typerna av röster som används i sång, som vanligtvis representeras av bröströsten och huvudklang register. Dessutom beskrivs strupsång ofta som att den ger känslan av mer än en tonhöjd åt gången, det vill säga att lyssnaren uppfattar två eller flera distinkta musiknoter, medan sångaren producerar en enda vokalisering.
Ofta förväxlas termen övertonssång med strupsång. De är dock inte synonyma då strupsång fokuserar på teknikerna och egenskaperna hos röstkällan, medan övertonssång är ett tillvägagångssätt fokuserat på resonans (som förekommer på nivån av röstkanalen). Röstkällan är struphuvudet och i vissa fall de vibrerande strukturerna i svalget. I många fall, inkluderar de etniska och konstnärliga teknikerna för övertonssång även specifika halssångstekniker.
En exempel på detta sångsätt var Demetrio Stratos. Han använde många tekniker.
Ett annat namn på sångsättet är Urtiin duu, troligen mongoliska.